# Eugoa sordida
Eugoa sordida là một loài bướm đêm thuộc phân họ Arctiinae, họ Erebidae.